# Педро Сарабія
Педро Сарабія (ісп. Pedro Sarabia, нар. 5 липня 1975, Асунсьйон) — парагвайський футболіст, що грав на позиції захисника. По завершенні ігрової кар'єри — тренер.
Виступав, зокрема, за клуб «Рівер Плейт», а також національну збірну Парагваю.

## Клубна кар'єра
У дорослому футболі дебютував 1992 року виступами за команду «Спорт Колумбія», в якій провів два сезони.
У 1994 році він дебютував у парагвайській Прімері за клуб «Серро Портеньйо» і в тому ж році став з ним чемпіоном Парагваю. Він також взяв участь у виграші свого другого титулу в 1996 році.
Педро влітку 1996 року переїхав до Аргентини, ставши гравцем «Банфілда». Там він провів один сезон і вже в 1997 році став гравцем в одному з провідних клубів країни — «Рівер Плейті». Тут Сарабія став головним гравцем команди і створив зв'язку оборони з співвітчизником Сельсо Аялою. У 1997 році він виграв свій перший титул чемпіона Аргентини (Апертура). Іншим успіхом для Педро з командою з Буенос-Айреса стала перемога в Апертурі 1999 року і Клаусурі 2000 та 2002 роках. Всього «мільйонерів» Сарабія зіграв 83 матчі у чемпіонаті.
Влітку 2002 року Сарабія відправився в Мексику, де грав протягом сезону за «Хагуарес Чьяпас», а в 2003 році повернувся на батьківщину, ставши гравцем «Лібертада», з яким став чемпіоном Парагваю. 
У 2004 році Педро перейшов в «Серро Портеньйо» і двічі за два роки став чемпіоном Парагваю. У 2005 році він знову відправився в «Лібертада», де він виграв ще шість чемпіонських титулів. Загалом же Педро захищав кольори клубу до припинення виступів на професійному рівні у 2012 році.

## Виступи за збірну
1995 року дебютував в офіційних матчах у складі національної збірної Парагваю і того ж року у складі збірної поїхав на домашній Кубок Америки 1995 року. Через два роки взяв участь і у розіграші Кубка Америки 1997 року у Болівії.
Після цього Сарабія взяв участь на чемпіонаті світу 1998 року у Франції та чемпіонаті світу 2002 року в Японії і Південній Кореї. На першому турнірі він був основним гравцем і зіграв у всіх чотирьох зустрічах, а його збірна вилетіла в 1/8 фіналу проти майбутніх тріумфаторів турніру Франції. Проте на другому «мундіалі» Сарабія жодного разу не вийшов на поле.
Останній матч у складі  національної збірної провів у 2006 році, і загалом же протягом кар'єри у національній команді, яка тривала 12 років, провів у формі головної команди країни 47 матчів.

## Кар'єра тренера
Розпочав тренерську кар'єру невдовзі по завершенні кар'єри гравця, у вересні 2013 року, очоливши тренерський штаб клубу «Лібертад». З цією командою 2014 року Сарабія виграв Апертуру і Клаусуру. В травні 2015 року покинув команду.
14 липня 2016 року був призначений головним тренером молодіжної збірної Парагваю. Очолював команду на чемпіонаті Південної Америки серед молодіжних команд 2017 року, де не зумів з нею подолати груповий етап.

## Досягнення

### Як гравця
«Серро Портеньйо»
- Чемпіон Парагваю: 1994, 1996, 2004, 2005

«Рівер Плейт»
- Чемпіон Аргентина: 1997 (Апертура), 1999 (Апертура), 2000 (Клаусура), 2002 (Клаусура)
- Володар Суперкубка Лібертадорес: 1997

«Лібертад»
- Чемпіон Парагваю: 2003, 2006, 2007, 2008 (Апертура), 2008 (Клаусура), 2010 (Клаусура)

### Як тренера
«Лібертад»
- Чемпіон Парагваю: 2014 (Апертура), 2014 (Клаусура)